# FK Kozara Banatsko Veliko Selo
FK Kozara Banatsko Veliko Selo je fudbalski klub iz Banatskog Velikog Sela, opština Kikinda. Osnovan je 1949. godine i trenutno se takmiči Srpskoj ligi Vojvodina, četvrtom takmičarskom nivou srpskog fudbala. Fudbaleri Kozare su dva kola pre kraja prvenstva 2018/2019 u Vojvodjanskoj  Ligi -Istok- obezbedili plasman u Srpsku ligu nakon remija (3:3) sa ekipom Buducnosti iz Srpske Crnje.  FK Kozara se plasirala u Srpsku Ligu po prvi put od postojanja Republike Srbije,a po drugi put računajući sezonu 1971/72 godine u vreme postojanja SFRJ. 

## Spoljašnje veze
- Rezultati kluba na srbijasport.net